# MHPArena
MHPArena (phát âm tiếng Đức: [ɛmhaːpeː ʔaˌʁeːnaː]) là một sân vận động nằm ở Stuttgart, Baden-Württemberg, Đức. Đây là sân nhà của câu lạc bộ VfB Stuttgart thuộc Bundesliga.
Trước năm 1993, sân được gọi là Neckarstadion [ˈnɛkaɐ̯ˌʃtaːdi̯ɔn], được đặt tên theo sông Neckar gần đó và từ năm 1993 đến tháng 7 năm 2008, sân được gọi là Sân vận động Gottlieb Daimler [ˌɡɔtliːpˈdaɪmlɐˌʃtaːdi̯ɔn]. Từ mùa giải 2008-09, sân vận động được đổi tên thành Mercedes-Benz Arena, bắt đầu bằng trận giao hữu trước mùa giải với Arsenal vào ngày 30 tháng 7 năm 2008.

## Một số sự kiện thể thao quốc tế
Tất cả thời gian giờ địa phương (CET)

### World Cup 1974
Sân vận động Stuttgart đã tổ chức các trận đấu sau tại World Cup 1974:
| Ngày                | Giờ   | Đội       | Kết quả | Đội       | Vòng           | Khán giả |
| ------------------- | ----- | --------- | ------- | --------- | -------------- | -------- |
| 15 tháng 6 năm 1974 | 18:00 | Ba Lan    | 3 - 2   | Argentina | Vòng 1, Bảng 4 | 31.500   |
| 19 tháng 6 năm 1974 | 19:30 | Argentina | 1 - 1   | Ý         | Vòng 1, Bảng 4 | 68.900   |
| 23 tháng 6 năm 1974 | 16:00 | Ba Lan    | 2 - 1   | Ý         | Vòng 1, Bảng 4 | 68.900   |
| 26 tháng 6 năm 1974 | 19:30 | Thụy Điển | 0 - 1   | Ba Lan    | Vòng 2, Bảng B | 43.755   |

### UEFA EURO 1988
Những trận đấu này của Euro 1988 đã được diễn ra ở Stuttgart:
| Ngày                | Giờ   | Đội     | Kết quả | Đội              | Vòng           | Khán giả |
| ------------------- | ----- | ------- | ------- | ---------------- | -------------- | -------- |
| 12 tháng 6 năm 1988 | 15:30 | Anh     | 0 - 1   | Cộng hòa Ireland | Vòng 1, Bảng B | 51.573   |
| 22 tháng 6 năm 1988 | 20:15 | Liên Xô | 2 - 0   | Ý                | Bán kết        | 61.606   |

### World Cup 2006
Sân vận động được tổ chức 6 trận đấu tại World Cup 2006, bao gồm 4 trận ở vòng bảng, 1 trận ở vòng 16 đội và 1 trận tranh hạng 3.
| Ngày                | Giờ   | Đội         | Kết quả | Đội         | Vòng          | Khản giả |
| ------------------- | ----- | ----------- | ------- | ----------- | ------------- | -------- |
| 13 tháng 6 năm 2006 | 18:00 | Pháp        | 0 - 0   | Thụy Sĩ     | Bảng G        | 52.000   |
| 16 tháng 6 năm 2006 | 18:00 | Hà Lan      | 2 - 1   | Bờ Biển Ngà | Bảng C        | 52.000   |
| 19 tháng 6 năm 2006 | 21:00 | Tây Ban Nha | 3 - 1   | Tunisia     | Bảng H        | 52.000   |
| 22 tháng 6 năm 2006 | 21:00 | Croatia     | 2 - 2   | Úc          | Bảng F        | 52.000   |
| 25 tháng 6 năm 2006 | 17:00 | Anh         | 1 - 0   | Ecuador     | Vòng 16 đội   | 52.000   |
| 8 tháng 7 năm 2006  | 21:00 | Đức         | 3 - 1   | Bồ Đào Nha  | Tranh hạng ba | 52.000   |

### Vòng loại EURO 2008
| Ngày               | Giờ   | Đội | Kết quả | Đội              | Vòng   | Khán giả |
| ------------------ | ----- | --- | ------- | ---------------- | ------ | -------- |
| 2 tháng 9 năm 2006 | 20:45 | Đức | 1 - 0   | Cộng hòa Ireland | Bảng D | 53,198   |

### Vòng loại World Cup 2018
| Ngày               | Giờ   | Đội | Kết quả | Đội   | Vòng   | Khán giả |
| ------------------ | ----- | --- | ------- | ----- | ------ | -------- |
| 4 tháng 9 năm 2017 | 20:45 | Đức | 6 - 0   | Na Uy | Bảng C | 53,814   |

### Vòng loại World Cup 2022
| Ngày               | Giờ   | Đội | Kết quả | Đội     | Vòng   | Kết quả |
| ------------------ | ----- | --- | ------- | ------- | ------ | ------- |
| 5 tháng 9 năm 2021 | 20:45 | Đức | 6 - 0   | Armenia | Bảng J | 18,086  |

### Giải vô địch bóng đá châu Âu 2024
Sân vận động này đã tổ chức bốn trận đấu vòng bảng và một trận tứ kết tại Giải vô địch bóng đá châu Âu 2024:
| Ngày                | Giờ   | Đội #1      | Kết quả      | Đội #2   | Vòng   | Khán giả |
| ------------------- | ----- | ----------- | ------------ | -------- | ------ | -------- |
| 16 tháng 6 năm 2024 | 18:00 | Slovenia    | 1–1          | Đan Mạch | Bảng C | 54.000   |
| 19 tháng 6 năm 2024 | 18:00 | Đức         | 2–0          | Hungary  | Bảng A | 54.000   |
| 23 tháng 6 năm 2024 | 21:00 | Scotland    | 0–1          | Hungary  | Bảng A | 54.000   |
| 26 tháng 6 năm 2024 | 18:00 | Ukraina     | 0–0          | Bỉ       | Bảng E | 54.000   |
| 5 tháng 7 năm 2024  | 18:00 | Tây Ban Nha | 2–1 (s.h.p.) | Đức      | Tứ kết | 54.000   |

## Buổi hòa nhạc
Depeche Mode được biểu diễn tại sân vận động vào ngày 3 tháng 6 năm 2013 trong khi Delta Machine Tour của họ, trước một đám đông bán được 36.225 người.